# Emma (litterär figur)
Emma är en figur i en serie barnböcker. De är skrivna av Gunilla Wolde, även författare till böckerna om Totte.

### Fotnoter
1. ↑  Anders Silvergren Blåder (16 april 2015). ”Barnboksförfattaren Gunilla Wolde är död”. Sveriges Television. http://www.svt.se/kultur/bok/barnboksforfattaren-gunilla-wolde-ar-dod. Läst 3 december 2015.